# Полис (окръг Пафос)
По̀лис или още По̀лис Хрисоху̀с (на гръцки: Πόλις Χρυσοχούς) е град в Кипър, окръг Пафос. Според статистическата служба на Република Кипър през 2001 г. градът има 1847 жители.
Намира се на 36 км северно от Пафос.